# Eye's ONLY その輝きは眩しさに満ちて
『eye's ONLY その輝きは眩しさに満ちて』（アイズ オンリー そのかがやきはまぶしさにみちて）は、2000年9月22日に株式会社ジャム・クリエーションのアダルトゲームブランド・ainos（アイノス）より発売されたアダルトゲーム。

## 概要
ainosのデビュー作。キャラクターデザインや原画を担当したアニメーターのまきまきなるとが、業界内外から注目を浴びるきっかけにもなった作品でもある。
開発は2004年以降に『らぶフェチ』シリーズを独自展開することとなるゆい工房、アニメーション制作はジャム・クリエーションの親会社であるJ.C.STAFFがそれぞれ担当した。
ゲームシステムこそ典型的なコマンド選択型であるものの、400カット超かつ総動画枚数8000枚超を費やしたアニメーション処理は総計1時間超にも及び、セックスシーンはもちろん通常の会話シーンですら、立ちポーズ中のヒロイン達の全身を動かすというこだわりようであった。

## あらすじ
晴れて大学生となった主人公・高崎洋介は、ヒロイン達との出会いと会話、そしてセックスを通じながら、夏休みまでの3か月間を過ごしていく。その先に待っているのは、各ヒロインとの愛欲に満ちた結末であった。

## 登場人物
高崎 洋介（たかさき ようすけ）
主人公。春に大学生となったばかりの青年。ファミレスでアルバイトしながら、一人暮らし中。
安藤 百合恵（あんどう ゆりえ）
ヒロインの1人。洋介の幼馴染で、彼を慕う一心から同じ大学に通っている。童顔でやや幼児体形の上に言葉遣いも幼いが、献身的な性格でどんな時も洋介に尽くす。
『ぽこぽこ軍将 棚からこぼれたストーリー』にもゲストとして登場する。
大波 さやか（おおなみ さやか）
ヒロインの1人。洋介とはアルバイト先のファミレスで知り合った。小麦色の肌が映える肉感的な身体と、陽気かつ豪快な性格を持ち合わせているが、元彼氏への想いに揺れる繊細な部分を覗かせることもある。
上記の設定や本編でのセックス描写から、ヒロイン中最も高い人気を得た。『ぽこぽこ軍将 棚からこぼれたストーリー』にも百合恵や美奈子と共にゲストとして登場する他、その続編である『ぽこぽこ軍将2 -いっつ・あ・りある・わ〜るど-』にも上記の人気を反映して唯一、ゲストとして登場する。
曾我 美奈子（そが みなこ）
ヒロインの1人。洋介と同じ大学に通う眼鏡っ娘で、良家のお嬢様。日頃は可憐な性格と振る舞いで皆の憧れの的だが、前者には母親の加奈子（かなこ）から仕込まれた淫乱な部分が秘められている。
DVDPG版では未登場のため攻略不可（特典映像には登場）。
『ぽこぽこ軍将 棚からこぼれたストーリー』にもゲストとして登場する。

## スタッフ
- シナリオ - 遠藤汐
- キャラクターデザイン、原画 - まきまきなると
- アニメーション制作 - J.C.STAFF
- 開発 - ゆい工房
- 制作、販売 - 株式会社ジャム・クリエーション

## 関連商品
eye's ONLY その輝きは眩しさに満ちて オリジナルサウンドトラック&ボイスアルバム
2002年7月24日発売。本作のBGM全曲とヒロインのメッセージ音声を収録したアルバム。ファーストディストリビューションが販売を担当。